# 小行星3082
小行星3082（3082 Dzhalil）是一颗绕太阳运转的小行星，为主小行星带小行星。该小行星于1972年5月17日发现。
該小行星以蘇聯韃靼詩人和抵抗戰士穆薩·加里命名。

## 轨道参数
小行星3082的轨道半长轴为2.5775895 UA，离心率为0.076。